# 사무금융우분투재단
사무금융우분투재단은 사무금융 노사합의에 의해 조성된 사회연대기금으로 비정규직의 정규직화, 청년 일자리 창출, 저소득 근로자의 고용안정 지원 등 사회공익사업을 통해 우리 사회의 불평등 및 양극화 해소를 도모하기 위해 설립되었다. 주요 사업으로 비정규직의 정규직화 및 처우 개선을 위한 지원 사업, ▲ 청년 일자리 창출 및 취업 지원 사업, ▲ 저소득 근로자의 고용안정 지원 사업, ▲ 기타 법인의 설립 목적 달성에 필요한 사업이 있다.
우분투(Ubuntu)는 '네가 있어 내가 있다.'는 아프리카 코사족 언어로 마음을 열어 다른 사람의 생각을 인정하고 어렵고 힘든 이웃의 문제를 함께 책임지는 공유정신을 의미한다.
경과 및 주요 활동
2018. 3.05. 불평등 양극화 해소를 위한 특별위원회 1차 회의
2018. 3.28. 불평등 양극화 해소를 위한 토론회
2018. 4.18. 사무금융노사 사회연대기금 조성 선포식
2018. 6.05. 사무금융노사 기금 조성 위한 산별 중앙교섭
2018. 8~12 KB증권, KB국민카드, 애큐온저축은행, 교보증권, 하나카드, 엘지화학, 신한생명, 비씨카드 사회연대기금 조인식
2018.11.28. 사무금융우분투재단 발기인 총회
2019. 1.11. 금융위, 재단 설립 승인
2019. 1.17. 재단 이사 1차 워크숍
2019. 1.24. 재단 이사 2차 워크숍
2019. 2.01. 사무금융우분투재단 고유번호증 발급
2019. 2.18. 사무금융우부투재단 1차 이사회
2019. 3.18. 사무금융우분투재단 2차 이사회
2019. 5.29. 사무금융우분투재단 3차 이사회
2019. 6.05. 사무금융우분투재단 한국장학재단 장학금 기탁식
2019. 6.12. 사무금융우분투재단 출범식
2019년 10대 사업
■ 비전 : 차별 없는 일터, 함께 잘 사는 사회
■ 사업 목표
- [상생] 비정규직 차별철폐
- [연대] 비정규직 노동환경 개선
- [책임] 사회양극화 해소
■ 2019년 10대 사업
▷ 비정규직 보호 방안 개발
비정규직·양극화 해소 사업 아이디어 공모전
⦁ 재단을 홍보하고 설립 취지를 설명·확산하는 계기
⦁ 비정규직 문제에 대한 시민들의 관심 촉구
⦁ 우수 제안 포상 및 재단 사업에 반영
▷ 비정규직 실태조사 및 보호 연구 확대
제2금융권 비정규직 차별 철폐 및 처우 개선방안 연구
⦁ 제2금융권 비정규직 차별 실태와 애로 파악
⦁ 금융환경 변화에 따른 고용안정성 연구
⦁ 법제도 개선방안 도출 및 연구 결과 확산 토론회 등 개최
⦁ 향후 비정규직 지원을 위한 재단 사업개발에 활용
▷ 비정규직 격차 해소
우분투 장학사업
⦁ 사무금융 내 비정규직 노동자 후생복지 차별 극복
⦁ 비정규직 노동자의 자기계발을 통한 전문성 향상 등 지원
⦁ 비정규직 노동자 자녀들이 학업에 매진할 수 있는 환경 조성
⦁ 한국장학재단과 협력
▷ 비정규직 차별개선 지원
우분투 동행
⦁ 임금 격차, 후생복지 등 비정규직 차별 사업장 개선 지원
⦁ 비정규직 정규직 전환 사업장 지원
▷ 이직자 재취업 및 사회보험료 대납 지원
우분투 사랑방
⦁ 해고자, 퇴직자들을 위한 공간 제공
⦁ 30~40대 실직자들에게 취업정보를 제공하고 재취업훈련을 지원
⦁ 관련 단체와 연대하여 사회보험료 체납이나 일시적으로 생계비 등 지원 모색
▷ 포용적 금융지원
우분투 마이크로크레디트
⦁ 비정규직을 정규직으로 전환하는 중소기업 등에 대출금리 인하 지원
⦁ 사무금융노조 내 전문가를 통해 포용적 금융지원 모델 창출 및 현실화
⦁ 관계 기관이나 제1~2 금융권 및 신용보증기금 등과 협력
▷ 비정규직 문제 해결에 앞장선 노사, 활동가, 단체 후원
우분투 상
⦁ 비정규직 차별 개선에 앞장선 노동운동가, 노조, 기업인, 활동가 등 선정
⦁ 각 수상자의 노고를 격려하기 위하여 표창과 상금 수여
▷ 사회양극화 해소를 위한 연대 및 공론화 지원
연대 강화 및 공론화 지원
⦁ 비정규직 차별이나 사회양극화 해소를 위해 활동하는 시민사회단체와 연대
⦁ 관련 단체와 협력틀을 구성하고 양극화 해소 방안 모색
⦁ 사회양극화 문제를 사회적으로 환기시키기 위한 이슈형 포럼 등 진행
▷ 청년세대 양극화 해소
금융소외 청년 지원
⦁ 불법 사금융 이용 청년들이 건강한 사회구성원으로 거듭날 수 있도록 지원
⦁ 소액대출(마이크로 크레디트)과 체계적인 교육 및 상담을 동시에 진행
⦁ 유관 조직 및 관련 단체 등에 재정적 지원과 전문 인력 지원
▷ 안전하고 건강한 노동환경 조성
플랫폼 노동자 지원
⦁ 사회적 안전망이 부재한 플랫폼 노동자의 노동 환경 개선
⦁ 디지털산업 시대에 확대되는 새로운 유형의 노동운동조직과 연대 및 지원
⦁ 사무금융 노사의 전문지식과 인력풀 활용
■ 기타
청년 취업지원 – 취업설명회, 취업박람회 등 개최
취약계층 지원 및 지역사회 연대
해외 취약지역 교육지원 및 봉사